# Vilnohirsk
Vilnohirsk (en ukrainien : Вільногірськ) ou Volnogorsk (en russe : Вольногорск) est une ville de l'oblast de Dnipropetrovsk, en Ukraine. Sa population s'élevait à 19 017 habitants en 2024.

## Géographie
Vilnohirsk est arrosée par la rivière Samotkan et se trouve à 74 km à l'ouest de Dnipro. Verkhivtseve, la ville la plus proche, se trouve à 15 km à l'est, mais à 24 km par la route.

## Histoire
Volnogirsk est fondée le 12 août 1956 dans le cadre de la mise en exploitation d'un important gisement de métaux lourds. Elle s'appelle provisoirement « BMOu-9 Dniprotiajboud ». Le 16 juin 1958, elle reçoit le nom de Vilnohirsk et le statut de ville. En 1965, Volnohirsk devient centre administratif de raïon. Sa population atteint 20 000 habitants en 1971. En 1990, elle est classée comme ville de subordination régional de l'oblast de Dnipropetrovsk.

## Population
Recensements (*) ou estimations de la population :
| 1959* | 1970*  | 1979*  | 1989*  | 2001*  |
| ----- | ------ | ------ | ------ | ------ |
| 1 140 | 19 418 | 22 626 | 24 620 | 23 782 |

| 2009   | 2010   | 2011   | 2012   | 2013   |
| ------ | ------ | ------ | ------ | ------ |
| 23 773 | 23 776 | 23 735 | 23 748 | 23 764 |

## Économie
L'économie de la ville est dominée par le Combinat minier et métallurgique de Vilnohirsk (en ukrainien : Вільногірський ГМК ou Вільногірський гірничо-металургійний комбінат, Vilnohirskyï hirnytcho-metalourhiïnyï kombinat), fondé en 1956 pour l'exploitation d'un gisement de métaux lourds : zircon, rutile et ilménite. La production a démarré en 1961. Le gisement est exploité à ciel ouvert et ses produits, qui ont une valeur élevée, sont vendus à des entreprises spécialisées dans les produits réfractaires, la fonderie, les céramiques, les pigments, les industries du verre en Ukraine et à l'étranger. Le combinat est une filiale de la société ZAT Krymskyï Tytan (en ukrainien : ЗАТ Кримський Титан) d'Armiansk, en Crimée, qui appartient elle-même au groupe OstChem.
Vilnohirsk compte également une verrerie mise en service en 1974 : Vilnohirskyï Steklo.

## Transports
Vilnohirsk se trouve à 89 km de Dnipro par le chemin de fer et à 100 km par la route.